# باي كيوت
باي كيوت هو رابطة بايثون لحزمة واجهة المستخدم كيو تي.
باي كيوت من برمجة شركة برمجيات بريطانية تدعى ريفربانك. المطور الرئيسي لهذه الحزمة البرمجية والقائم على تحديثها باستمرار هو فِـل ثومبسون. باي كيوت متاح بموجب تراخيص مماثلة لكيو تي ؛ وهذا يعني مجموعة متنوعة من التراخيص بما في الرخصة التجارية والترخيص العام، بخلاف كيو تي، فان باي كيوت غير متوفر تحت ترخيص LGPL.
باي كيوت تدعم نظام تشغيل يونيكس والأنظمة المشتقة منه كنظام لينكس بتوزيعاته المختلفة، بالإضافة إلى نظام تشغيل ماكنتوش ومايكروسوفت ويندوز.
يمكن تنزيل باي كيوت من الموقع الرسمي له بعدة صيغ تتوافق مع أنظمة التشغيل التي تدعمها، بالإضافة إلى توفير نسخة كاملة (باينري) لنظام تشغيل ويندوز تشتمل على كل مايحتاجه المرء للبدء بالبرمجة عدا مفسر بايثون الذي يجب اتمام تنصيبه مسبقا.

## مثال أهلًا يا عالم!
تُظهر الشِفرة أدناه نافذة صغيرة على الشاشة.

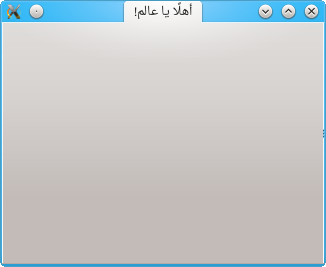
النتيجة في كدي

```
#! /usr/bin/env python

# -*- coding: utf-8 -*-

#

# هنا نوفّر بعض الاستيرادات الهامّة

# ودجات الواجهة الأساسية موجودة في الوحدة QtGui. 

import
 
sys

from
 
PyQt4.QtGui
 
import
 
*

# كل تطبيق PyQt4 يجب أن ينشئ كائن تطبيق (application).

# كائن التطبيق (application) موجود في الوحدة QtGui.

a
 
=
 
QApplication
(
sys
.
argv
)

# الودجة QWidget هي الصنف الرئيس لكل كائنات الواجهة في PyQt4.

# نوفّر مُنشئ QWidget الافتراضي. المُنشئ الافتراضي لا أمّ (parent) لديه.

# الودجة دون أمّ تُسمّى نافذة.

w
 
=
 
QWidget
()

w
.
resize
(
320
,
 
240
)
 
# الطريقة resize() تغيّر حجم الودجة.

w
.
setWindowTitle
(
"أهلًا يا عالم!"
)
 
# نعيّن هنا عنوان النافذة.

w
.
show
()
 
# الطريقة show() تعرض الودجة على الشاشة

sys
.
exit
(
a
.
exec_
())
 
# أخيرًا، ندخل إلى الحلقة الأساسية للتطبيق.

```

## وصلات خارجية
- الموقع الرسمي
- باي كت ويكي
- تطبيقات مطورة بواسطة باي كت
- تعليم البرمجة الرسومية في باي كيوت - بالعربي
- Rapid GUI Programming with Python and Qt كتاب شامل حول بناء البرامج باستخدام باي كيوت
- موقع عربي ومنتدى حول برمجة كيوت، توجد دروس وكتب حول باي كيوت أيضا